# Oliviero Diliberto
Oliviero Diliberto (Cagliari, 13 ottobre 1956) è un ex politico e giurista italiano.
Con un trascorso da militante nel Partito Comunista Italiano, di cui era esponente della corrente cosiddetta cossuttiana, e successivamente del Partito della Rifondazione Comunista, figurò poi tra i fondatori del Partito dei Comunisti Italiani, di cui ricoprì la carica di Segretario nazionale dal 29 aprile 2000 al 25 febbraio 2013.
Nelle file dei PdCI, ricoprì inoltre la carica istituzionale di Ministro di grazia e giustizia nei Governi D'Alema I e II, complessivamente dall'ottobre del 1998 all'aprile del 2000, oltreché quella di deputato - dapprima per Rifondazione e poi per il PdCI - per quattro legislature, dal 1994 al 2008.

## Origini e attività accademica
A partire dal 1998, per vent'anni Oliviero Diliberto ha dato, con le sue competenze di noto giusromanista, un importante contributo alla nascita e allo sviluppo del diritto civile cinese assieme al collega professor Sandro Schipani, che ha tradotto dal latino al cinese il Corpus iuris civilis, lavorando, insieme a quest'ultimo e a un'equipe di giuristi italo-cinesi (alcuni dei quali lavoreranno nel nuovo Centro di Studi Giuridici Italo - Cinese per il quale è stata sottoscritta la convenzione di formazione presso l'Università degli Studi di Roma "La Sapienza" il 13 gennaio 2017 alla presenza del Presidente della Repubblica Sergio Mattarella in occasione dell'inaugurazione del Corso di alta formazione in diritto romano, diretto da Diliberto), alla stesura di una serie di corpi normativi di carattere civilistico ispirati alla tradizione giuridica occidentale di Civil law.
Nato e cresciuto a Cagliari da padre siciliano e da madre sarda, ambedue d'estrazione sociale medio-borghese, si è laureato in Giurisprudenza nel 1978 presso l'Università degli Studi di Cagliari. Borsista, si è specializzato alla Scuola di Perfezionamento in Diritto Romano e Diritti dell’Oriente Mediterraneo della Sapienza - Università di Roma. È professore ordinario di Diritto romano e Preside presso la Facoltà di Giurisprudenza della Sapienza di Roma.
In passato è stato anche docente di Diritto romano presso la Facoltà di Giurisprudenza dell'Università degli Studi di Cagliari, sua città natale. Come esperto di diritto romano ha pubblicato ricerche sulla cura furiosi e sull'episcopalis audientia.
Attualmente insegna all'Università La Sapienza di Roma, dove è anche Preside della facoltà di Giurisprudenza, È Chair Professor presso la Zhongnan University of Economics and Law di Wuhan.

## Attività politica
A 13 anni iniziò la militanza politica studentesca, avvicinandosi presto al PCI. Si iscrisse poi nel 1974 alla FGCI, il ramo giovanile del partito comunista.
Nel 1991, allo scioglimento del PCI, confluì in Rifondazione. Ha diretto dal 1994 al 1995 il settimanale del Prc Liberazione (poi quotidiano e oggi chiuso) ed è autore di numerosi saggi.
Nel 1995 scelse come primo collaboratore Francesco Demitry (capo della segreteria politica di Diliberto), che già dal 1994 collaborava con Liberazione per le rubriche di informazione religiosa.
È stato deputato della Repubblica dal 1994, per quattro legislature fino al 2008.
Ricopriva il ruolo di capogruppo alla Camera, quando ha lasciato il PRC nel 1998, nell'ambito della scissione che ha portato alla nascita del PdCI, in quanto contrario alla decisione bertinottiana di sfiduciare il governo Prodi.
Alle elezioni politiche del 2006 è stato capolista del suo partito in tutte le circoscrizioni per la Camera, ricevendo un nuovo mandato parlamentare dalla maggioranza di esse.

## Ministro di grazia e giustizia
È stato Ministro di grazia e giustizia nel governo guidato da D'Alema dall'ottobre del 1998 alla primavera del 2000, contribuendo (insieme a tutto il suo nuovo partito) a salvare la maggioranza di centrosinistra dopo che il PRC decise di non appoggiare anche gli altri esecutivi ulivisti. Da ministro, nel febbraio del 1999, è stato protagonista dell'istituzione ufficiale del GOM, il corpo speciale della polizia penitenziaria, e di un "Ufficio per la garanzia penale", con compiti "informativi" riguardo ai detenuti, affidato al gen. Ragosa del Sisde.

### Caso Baraldini
Nella veste di Ministro della Giustizia ha ottenuto il rimpatrio di Silvia Baraldini, un'italiana residente negli Stati Uniti e pesantemente condannata per complicità in azioni di associazione sovversiva (procurata evasione di un condannato da un carcere federale, senza però aver mai partecipato ad alcuna azione cruenta), affinché potesse scontare in Italia il resto della pesante (e da più parti giudicata "sproporzionata") pena carceraria comminatale negli USA. Non è senza interesse ricordare come la Baraldini - proprio come temuto dagli USA - abbia fruito, già nell'aprile del 2001, del beneficio degli arresti domiciliari, a causa delle sue condizioni di salute, e come abbia ottenuto nel 2003 una collaborazione con il Comune di Roma per seguire un progetto relativo all'occupazione femminile e che infine, in virtù dell'indulto voluto dalla maggioranza di centro-sinistra, da Forza Italia e da alcuni partiti minori di centro (con il voto contrario solo dell'Italia dei Valori, della Lega Nord e di AN e l'astensione proprio del PdCI di Diliberto), Silvia Baraldini sia stata infine scarcerata il 26 settembre 2006, a dispetto degli accordi sottoscritti con la giustizia statunitense (tuttavia, solo di due anni in anticipo a quanto la legge federale degli Stati Uniti prescriveva per il possibile ottenimento della libertà condizionale, fissata, nel 1997, all'anno 2008).
Il provvedimento di rimpatrio dagli USA della Baraldini era stato a lungo invocato da molti, soprattutto nell'area dei simpatizzanti della sinistra, per la sproporzione tra reati accertati e pene comminate, ma avversato da altri, e dunque ha acceso polemiche specie negli ambienti politici di destra. Alcune di queste hanno riguardato le spese sostenute, viste anche le costose misure di sicurezza adottate per il suo trasferimento su richiesta degli Stati Uniti che ritenevano la Baraldini assai pericolosa. Il caso è interessante anche sotto il profilo giuridico perché potrebbe sancire, per analogia, un precedente utile anche ad altri cittadini italiani detenuti all'estero.

## Anni 2000-2008
Concluso l'incarico ministeriale, nel 2000 viene eletto segretario nazionale del suo partito e diventa l'unico leader della sinistra che si richiama esplicitamente alla storia politica del Partito Comunista Italiano e, in particolare, alla figura di Enrico Berlinguer.
Si distingue per il suo impegno nel sostenere i movimenti pacifisti, attraverso dichiarazioni, l'organizzazione e la partecipazione a manifestazioni e, ovviamente, l'attività parlamentare, con lo scopo di ottenere il ritiro di alcune missioni militari italiane, ritenute funzionali alle mire espansionistiche degli Stati Uniti, in particolare di quella in Iraq, che ritiene violi la legalità internazionale, riconoscendole solo il merito di aver assicurato a un tribunale il deposto dittatore Saddām Husayn.
Nel 2004 si presenta alle elezioni europee e ottiene il maggior numero di preferenze nella circoscrizione centro ma opta per rimanere alla Camera dei deputati consentendo l'elezione al Parlamento europeo di Umberto Guidoni.
Il 20 novembre 2004 in occasione di una sua visita in Libano incontra il segretario di Hezbollah Ḥasan Naṣrallāh, suscitando critiche in Italia e la reazione delle autorità israeliane.

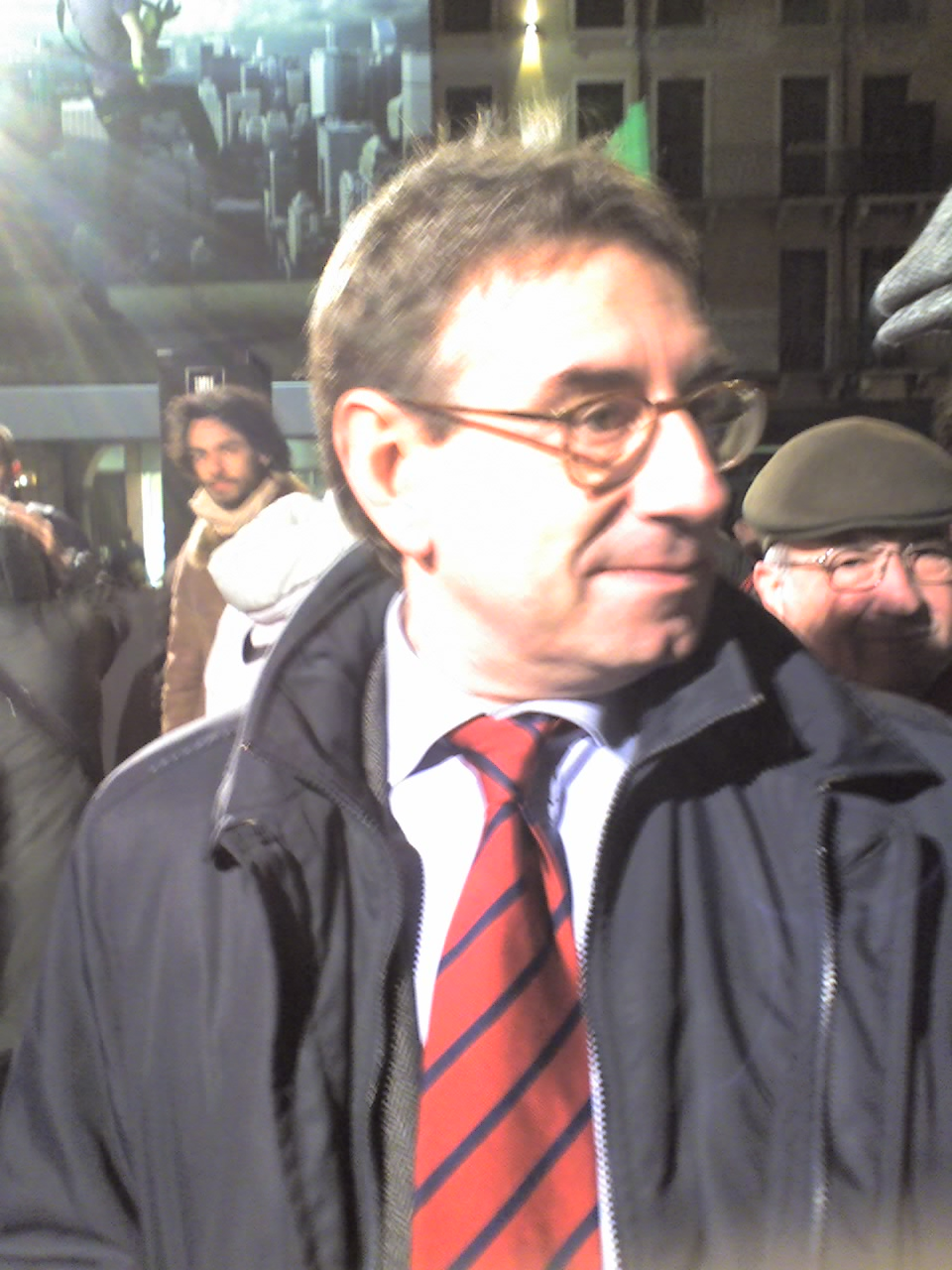
Oliviero Diliberto dopo il comizio elettorale per La Sinistra l'Arcobaleno a Padova

In occasione delle elezioni comunali del 2006 viene eletto consigliere comunale a Roma con 1476 voti, carica che lascia dopo 5 giorni per non accumulare incarichi istituzionali e lasciare posto ad altre persone, al suo posto subentra Fabio Nobile, segretario dei Comunisti Italiani di Roma.
Già dal 2001, si è fatto promotore della realizzazione di soggetto politico unitario della Sinistra, che, nella sua idea originale, avrebbe compreso il PdCI, PRC, Verdi, i fuoriusciti dai DS e l'SDI di Boselli.
Rieletto alla Camera dei deputati nell'aprile del 2006, è stato componente della I Commissione della Camera, Affari Costituzionali.
Nel novembre 2007 è l'unico dirigente comunista italiano a recarsi a Mosca, per le celebrazioni in onore del 90º anniversario della rivoluzione d'ottobre. In tale occasione ha destato polemiche la sua affermazione di voler portare a Roma la mummia di Lenin nel caso che il Cremlino prendesse la decisione di rimuoverla dal celebre mausoleo dove è esposta al pubblico. Lo stesso Diliberto ha in seguito ridotto l'affermazione ad una provocazione.
Dal dicembre 2007 guida il suo partito all'adesione alla confederazione della sinistra, La Sinistra l'Arcobaleno, con PRC, Verdi e Sinistra Democratica, movimento che tarda la sua nascita a causa della imminente crisi del governo Prodi. Nel corso di interviste ripropone, a ogni modo, la riunificazione dei comunisti, Partito della Rifondazione Comunista con il Partito dei Comunisti Italiani.
Il 7 marzo 2008 ha rinunciato a ricandidarsi alla Camera per lasciare il posto di capolista in Piemonte a Ciro Argentino, operaio della Thyssen Krupp e dirigente locale del partito.

## Attività extraparlamentare
Dopo la sconfitta elettorale de La Sinistra l'Arcobaleno, ritiene necessaria una riunificazione dei due maggiori partiti comunisti: Comunisti Italiani e Rifondazione Comunista, fatto in seguito avvenuto per le Elezioni Europee del 2009 nella Lista Comunista e Anticapitalista costituita dal PRC, dal PdCI, dai Consumatori Uniti e da Socialismo 2000 di Cesare Salvi, senza però ottenere candidati eletti per aver mancato di meno di un punto percentuale la soglia di sbarramento. Dopo tale sconfitta rassegna il 7 luglio 2009 le dimissioni da segretario, che saranno respinte.
È stato accusato da Marco Rizzo - attuale Segretario generale del Partito Comunista, da non confondere col quasi omonimo Partito Comunista Italiano - di aver intrattenuto frequentazioni con Giancarlo Elia Valori, già iscritto ed espulso dalla P2, e indicato dalle inchieste di De Magistris come capo della "massoneria contemporanea". Diliberto aveva partecipato con lui a due feste di partito, a cui Valori era stato invitato in qualità di presidente della Confindustria del Lazio, e altre iniziative pubbliche, come alcune presentazioni di libri. A seguito di queste dichiarazioni Diliberto ha presentato querela contro Rizzo, che nel frattempo era stato espulso dal PdCI con l'accusa di aver fatto campagna elettorale, in Lazio, per l'Italia dei Valori anziché per il proprio partito.
Il 1º aprile 2009, durante un'intervista a Night Line, trasmissione di Sky TG24, ha affermato: «Come Berlusconi ha in odio il comunismo, così noi abbiamo in odio Berlusconi. Noi siamo gli unici che abbiamo il coraggio di dirlo in modo esplicito e di affrontare Berlusconi. Mi ricordo che due anni fa fui l'unico ad affrontare e sconfiggere Berlusconi in un dibattito televisivo».
Nel novembre 2010 è tra i promotori del 1º Congresso della FdS, soggetto politico che avvicina nuovamente al PdCI Rifondazione e altre forze della sinistra per creare un nuovo soggetto politico che possa tornare a contare nel paese.
Tra il febbraio e l'aprile 2011 scrive, insieme a Fausto Sorini e Vladimiro Giacché, il libro Ricostruire il partito comunista - Appunti per una discussione. Il libro sarà poi anche la mozione congressuale unica dell'imminente congresso di partito al quale aderiranno gli scissionisti ex membri dell'Area de l'Ernesto (area tematica interna al Partito della Rifondazione Comunista), la quale condivideva le attività in ambito di politica internazionale dell'Organizzazione di Shanghai per la Cooperazione e, relativamente allo Stato italiano, operava per l'unificazione di tutte le forze comuniste, anti-imperialiste, anti-capitaliste e anti-vaticaniste. Le scelte future del PdCI, in dissenso con quello che fu l'esito congressuale del partito di Diliberto, producono un'altra scissione e quasi tutti i membri dell'ex Area de l'Ernesto ancora convinti del progetto dell'unità dei comunisti, fuoriescono dai Comunisti italiani, molti di loro convergono nei Comunisti Sinistra Popolare-Partito Comunista.
Alle elezioni politiche del 2013 è candidato al Senato della Repubblica come capolista della lista Rivoluzione Civile nella regione Emilia-Romagna a sostegno del candidato premier Antonio Ingroia. La lista non supera lo sbarramento, Diliberto non viene eletto e per tale esito negativo rassegna le dimissioni da segretario del PdCI.
Ha fatto parte della Direzione nazionale del Partito Comunista d'Italia, nato nel 2014 sulle ceneri del Partito dei Comunisti Italiani e sciolto due anni dopo per dar vita a un nuovo Partito Comunista Italiano.
Lasciata la politica attiva, negli ultimi anni si è dedicato all'insegnamento.
Insegna Diritto Romano ed è Preside della facoltà di Giurisprudenza presso l'Università La Sapienza di Roma. Ha una cattedra alla Zhongnan University of Economics and Law di Wuhan.